# Josef Michal Hospodka
Josef Michal Hospodka (21. ledna 1923 Švihov – 9. ledna 1989 Chřibská) byl sklářský výtvarník, malíř a pedagog

## Život
Josef Michal Hospodka v letech 1938–1940 absolvoval Státní grafickou školu v Praze a poté do roku 1945 studoval na Uměleckoprůmyslové škole v ateliéru prof. J. Holečka. Byl hudebně nadaný a stal se blízkým přítelem svého spolužáka René Roubíčka, se kterým založil školní „Štrajchkapelleglaswerke“, v níž hrál na dudy.
Po válce odešel spolu s dalšími absolventy Uměleckoprůmyslové školy do pohraničí, aby pomohl zachovat tamní sklářské školy. Poté byl do až do roku 1952 pedagogem na odborné sklářské škole v Novém Boru kde vedl oddělení hutního a foukaného skla. V pedagogické dráze Hospodka pokračoval ve školní sklářské huti v Chřibské, kde vedl v první polovině padesátých let sobotní sklářské kroužky, v nichž byly pod Hospodkovým vedením vyvzorovány základní kolekce chřibského hutního skla v známé podobě. Výroba hutně tvarovaného skla se ale v Chřibské naplno rozběhla až v roce 1956, kdy byla zprovozněna nová čtyřpánvová pec.
V roce 1958 byl Josef Hospodka jmenován vedoucím návrhářem národního podniku Borské sklo a ředitelem učiliště v Chřibské, v letech 1960 – 1964 byl ředitelem závodu Borské sklo v Chřibské. V letech 1970–1984 byl Hospodka ředitelem Střední průmyslové školy sklářské v Kamenickém Šenově. Potom až do své smrti v lednu 1989 byl výtvarníkem chřibského závodu Crystalex Nový Bor.

## Dílo
Hospodka se zařadil k průkopníkům autorského foukaného skla svou kolekcí lahví. Uplatnil staré techniky, ale nalezl nová tvarová i barevná řešení odpovídající modernímu pojetí skla. Byl také prvním žákem Holečkova ateliéru na Uměleckoprůmyslové škole v Praze, který začal pracovat s hutním sklem.
Jako ředitel sklárny v Chřibské zavedl do výroby metodu odstředivého lití. Tato unikátní technologie představovala nové technické možnosti výroby s užitím hutního skla a posunula celý sklářský obor dopředu. Masivní a barevné Hospodkovy vázy z hutního skla z přelomu šedesátých let získaly mezinárodní ocenění, ale nikdy nebyly ve věštím měřítku vyráběny. Méně známé jsou jeho vázy z geometrickými vzory ze vzduchových bublinek, které Hospodka navrhl ve spolupráci se sklářským mistrem Václavem Šlajerem v polovině šedesátých let, nebo hutní sklo zdobené nálepy. Roku 1964 navrhl pohár k 550. výročí založení sklárny v Chřibské.
Hospodka se od roku 1940 zabýval také podmalbou na skle, ale více začal tuto techniku užívat teprve v 60. letech.

### Zastoupení ve sbírkách
- Museum Kunst Palast, Düsseldorf[13]
- Moravská galerie v Brně[14]
- Uměleckoprůmyslové museum v Praze
- Sklářské muzeum v Novém Boru
- Východočeská galerie v Pardubicích

### Výstavy (výběr)

#### Autorské
- 1969/1970 Josef Hospodka, Václav Cigler, Galerie Mahlerstrasse, Vídeň

#### Kolektivní
- 1950 Sklo a výtvarník, Galerie Československý spisovatel, Praha
- 1952 Umělecké sklo, Uměleckoprůmyslové museum, Praha, Uměleckoprůmyslové muzeum, Brno
- 1959 Borské sklo, Nový Bor
- 1959 Glass '59, The Corning Museum of Glass, Corning
- 1960 Czechoslovak Modern Glass, Československé kulturní centrum Káhira
- 1961 Bilance 1960, Výstavní síň Ústředí lidové umělecké výroby (ÚLUV), Praha
- 1961 Užité umění a průmyslové výtvarnictví, Uměleckoprůmyslové museum, Praha
- 1963 Współczesne szkło w Czechosłowacji, Muzeum Śląskie, Wrocław
- 1964 Tschechoslowakisches Glas, Grassi – Museum für Angewandte Kunst, Lipsko
- 1964 Sklo borských výtvarníků, Muzeum skla a bižuterie v Jablonci nad Nisou
- 1965 Bohemian Glass, Victoria and Albert Museum, Londýn
- 1965 Tsjekkoslovakisk glass, keramik og tekstiler, Kunstindustrimuseet – The Museum of Decorative Arts and Design, Oslo
- 1969 50 let českého užitého umění a průmyslového výtvarnictví, Mánes, Praha
- 1969 Sklo severočeských výtvarníků, Výstavní síň Betlémské náměstí, Praha
- 1969 50 Jahre der Tschechischen angewandten Kunst und Industrial Design, MAK – Österreichisches Museum für angewandte Kunst / Gegenwartskunst, Vídeň
- 1970 Současné české sklo, Mánes, Praha
- 1970 Zamiary i zapasy: 50 lat czeskiej sztuki stosowanej i plastyki przemysłowej, Muzeum Śląskie, Wrocław
- 1977 Umělecké sklo 1977, Praha
- 1980 Užité umění 70/80. Sklo, kov, textil, nábytek, keramika., Moravská galerie v Brně
- 1987 Sklo a světlo, Výstavní síň Emila Filly, Ústí nad Labem
- 1990 Skleněný inspiromat: Československé sklo z let 1955–1965, Severočeské muzeum p.o., Liberec
- 1994 Sklo 20. století, Východočeské muzeum, Pardubice
- 2002 Glass Behind the Iron Curtain: Czech Design, 1948–1978, The Corning Museum of Glass, Corning
- 2005 Aufbruch. Tschechische Glas 1945–1980, Museum Kunstpalast (Kunstmuseum Düsseldorf), Düsseldorf
- 2005/2006 Design in an Age of Adversity: Czech Glass, 1945–1980, The Corning Museum of Glass, Corning, Museum of Glass, Tacoma
- 2006 Sklo a světlo: 150 let sklářské školy v Kamenickém Šenově, Galerie design centra ČR, Praha, Uměleckoprůmyslové museum, Praha
- 2007 Czech Glass / 1945–1980 (Design in an Age of Adversity and Illusion) / České sklo / 1945–1980 (Tvorba v době mizerie a iluzí), Veletržní palác, Praha
- 2008 Hi Sklo Lo Sklo: Post War Czech Glass Design From Masterpiece To Mass-Produced, King's Lynn Arts Centre, Norfolk
- 2021 Všednost, Muzeum umění a designu, Benešov
- nedat. Tschechische angewandte Kunst, Kultur- und Informationszentrum der ČSSR, Berlín

#### dlouhodobá expozice
- 2019 Plejády skla 1946–2019 / Pleiad of Glass 1946–2019, Uměleckoprůmyslové museum, Praha